# 熊山町
熊山町（くまやまちょう）は、かつて岡山県の南東部（赤磐郡）にあった町である。旧磐梨郡。現在は赤磐郡他3町との合併で赤磐市となり、町役場は赤磐市役所熊山支所となっている。

## 地理
吉井川とその支流の小野田川、可真川沿いに僅かに平地が開けるが、全体的には丘陵と山林で占められている。町の西部丘陵地桜が丘には住宅団地があり、岡山市のベッドタウンとなっている。また町の南東部、吉井川南岸には町名の由来となった熊山があり、頂上付近に奈良時代のピラミッド型仏教遺跡「熊山遺跡」がある。

## 沿革
- 1889年（明治22年）4月1日 - 町村制施行に伴い和気郡熊山村、磐梨郡豊田村・小野田村・可真村が発足。
- 1900年（明治33年）4月1日 - 磐梨郡が赤坂郡と合併して赤磐郡となる。
- 1953年（昭和28年）12月15日 - 熊山村の一部、豊田村・小野田村・可真村が合併して町制施行、熊山町となる。熊山村の残部は万富町へ編入。
- 1954年（昭和29年）6月1日 - 旧可真村の一部、大字弥上（一部）を万富町へ編入[2]。
- 2005年（平成17年）3月7日 - 山陽町・赤坂町・吉井町との合併により市制を施行し赤磐市となる。

## 教育
- 熊山町立磐梨小学校
- 熊山町立可真小学校
- 熊山町立桜が丘小学校
- 熊山町立豊田小学校
- 熊山町立磐梨中学校

現在は上記各校とも赤磐市立
- 岡山白陵中学校・高等学校

## 交通

### 鉄道
- 西日本旅客鉄道（JR西日本）
  - 山陽本線 ： 熊山駅

### 道路
高速道路
- 山陽自動車道（IC・SA・PAなし）

自動車専用道路
- 美作岡山道路（熊山IC）

国道
なし
県道
- 岡山県道79号佐伯長船線
- 岡山県道96号岡山赤穂線
- 岡山県道253号可真上山陽線
- 岡山県道254号可真上万富停車場線
- 岡山県道258号酌田沢原線
- 岡山県道403号町苅田熊山線